# Luiz Marinho
Luiz Marinho GCRB • GCMD • GOMM (Cosmorama, 20 de maio de 1959) é um político e sindicalista brasileiro, filiado ao Partido dos Trabalhadores (PT). Foi ministro do Trabalho e Emprego e ministro da Previdência Social no governo do presidente Luiz Inácio Lula da Silva, além de prefeito de São Bernardo do Campo entre 2009 e 2017.

## Vida e carreira profissional
É casado com Nilza de Oliveira e tem dois filhos. Nascido no município de Cosmorama, 500 km a noroeste de São Paulo. Seu primeiro trabalho foi como lavrador. Embora tenha se formado em direito, foi trabalhando como operador de máquinas na Volkswagen na década de 1970, que viria a se engajar nas lutas sindicais. Como Luiz Inácio Lula da Silva também foi presidente do sindicato dos metalúrgicos. Quando trabalhava na Volkswagen de São Bernardo do Campo (SP), ingressou como membro da Comissão Interna de Prevenção de Acidentes, cargo para o qual foi reeleito na gestão seguinte.[carece de fontes?]

## Carreira política

### Sindicato dos Metalúrgicos do ABC
Em 1984 foi eleito tesoureiro do Sindicato dos Metalúrgicos do ABC. Nas gestões seguintes assumiu os cargos de secretário-geral e vice-presidente. Em 1996, foi eleito presidente do sindicato, cargo para o qual foi reeleito mais duas vezes (1999–2002 e 2002–2003).
Como sindicalista e negociador suas principais ações sindicais estão nas campanhas contra as demissões no setor automotivo em 1998, entre elas, no protelamento e diminuição em 10 mil cortes anunciados pela Volkswagen e 2 800 da Ford.
Na década de 1990 um conjunto de fatores, entre eles, à abertura repentina e não planejada da econômica brasileira no Governo Collor, a reestruturação produtiva e tecnológica e os incentivos a industrialização do interior do País em detrimento da dos grandes centros, acarretaram em mudanças e fechamentos de indústrias das Regiões Metropolitanas, em especial, na de São Paulo, como foi o caso da Brastemp de São Bernardo, e reestruturações em outras como na Volkswagen a qual na década de 1970 detinha a marca de 45 mil trabalhadores e atualmente emprega pouco mais de 13 mil com produção 3 vezes superior.
Estas mudanças produtivo-tecnológicas que acarretaram em seu processo, em desemprego em massa nas Regiões Metropolitanas brasileiras, em especial nas de São Paulo, Rio de Janeiro e Belo Horizonte, foram historicamente relacionadas aos sindicatos, os quais em diversos momentos foram culpados erroneamente como únicos responsáveis pela reestruturação industrial e "fuga de empregos", tal fato encobre outros fatores importantes neste processo, como os favorecimentos estratégicos dados historicamente pelos governos federal, estadual e por cidades do interior na atração de novos investimentos empresariais (mediante incentivos tributários, entrega de terrenos à indústrias, criação de centros tecnológicos e incentivos a novos meios logísticos) em detrimento de reinvestimentos nas grandes capitais industriais do País.
De fato, para o País, a redistribuição espacial da base industrial foi benéfica ao desconcentrar das capitais o desenvolvimento, e proporcionar uma melhor redistribuição de renda e consequente inclusão social, porém, não houve equilíbrio no processo, o que acarretou a inúmeras dificuldades sociais, econômicas e ambientais nas regiões metropolitanas, as quais, inchadas, com milhões de habitantes, ainda hoje buscam processos de reestabilização objetivando especialmente a diminuição do desemprego, da consequente violência e principalmente, na manutenção econômica e qualitativa das cidades.
Neste cenário, Luiz Marinho participou de duas lutas, indo ao exterior para mitigar conflitos entre trabalhadores e capital: em Miami, negociou com a direção mundial da Whirpool a extensão do prazo de fechamento da fábrica da Brastemp em São Bernardo do Campo fechamento este que acarretou posteriormente, apesar de greves de fome e outras manifestações, na demissão de mais de 1.300 funcionários e, em Detroit, prorrogou a manutenção de postos de trabalho da Ford. Em negociações com a cúpula da montadora conseguiu garantias de emprego por cinco anos para os trabalhadores da unidade de São Bernardo e de quatro anos para os da unidade de Taubaté.
Em julho de 1998, assumiu a coordenação do Movimento de Alfabetização Regional do ABC (MOVA), que nasceu de uma parceria entre o sindicato e a prefeitura de Diadema, em 1995, e se espalhou por todos os municípios do ABC, onde foram alfabetizadas cerca de 77 mil pessoas.[carece de fontes?]

### Governo de São Paulo

#### Prévias do Partido dos Trabalhadores
Em 2002 foi candidato a vice-governador do Estado de São Paulo, na chapa encabeçada por José Genoino, do Partido dos Trabalhadores. Em março de 2018 foi confirmado como candidato do PT ao Governo do Estado de SP após vencer as prévias.

#### Resultado nas Eleições de 2018 para Governador de São Paulo
Em 2018 o candidato do PT ao governo do estado de São Paulo foi derrotado, ficou em quarto lugar, com apenas 12,66% (recebeu 2.561.948) dos votos válidos; atrás de Paulo Skaf (MDB), que recebeu 4.268.420 (21,09%) votos, em terceiro, Márcio França (PSB) em segundo lugar com 4.357.428 votos (21,53%) no primeiro turno, disputando, o pesebista, o segundo turno para o governo de SP. Já o tucano João Doria (PSDB) obteve 6.428.890 votos (31,77%) no primeiro turno, segundo o TSE. Luiz Marinho não chegou ao segundo turno.

### Central Única dos Trabalhadores
Em 7 de junho de 2003 foi eleito presidente da Central Única dos Trabalhadores (CUT), quinta maior central sindical do mundo, durante o 8º Congresso Nacional da CUT, com 74% dos votos dos delegados presentes.
Entre 2003 e 2004 foi nomeado presidente do Conselho Nacional de Segurança Alimentar (Consea), responsável, entre outros projetos, pelos estudos que orientaram os investimentos oficiais no crédito à agricultura familiar.
Como presidente nacional da CUT, entre outras iniciativas, conduziu as negociações voltadas para a implantação do crédito consignado - fator estratégico na expansão no barateamento do crédito para os trabalhadores. E, junto com lideranças de todas as centrais sindicais do país, iniciou, em 2004, a luta pela recuperação do salário mínimo e pela formação da Comissão Quadripartite encarregada da formulação de política para recuperação no longo prazo do poder aquisitivo do salário mínimo.[carece de fontes?]

### Ministério do Trabalho
Em 12 de julho de 2005 assumiu o Ministério do Trabalho no lugar do seu companheiro de partido, Ricardo Berzoini, e comandou uma negociação histórica com representantes de todas as centrais sindicais para definir o valor do salário mínimo a partir de abril de 2006.
Depois de várias reuniões e um trabalho conjunto entre os ministérios do Trabalho e Emprego, da Fazenda, do Planejamento, Orçamento e Gestão e da Previdência Social, chegou-se a um consenso e o piso nacional a partir de abril passou de 300 reais para 350 reais mensais, ou 11,67 reais diários, representando 13% de aumento real já descontada a inflação do período, o maior índice alcançado desde 1995, e a antecipação do reajuste para abril. Por esse motivo, foi admitido pelo presidente Lula à Ordem do Mérito Militar no grau de Grande-Oficial em março de 2006 e à honraria máxima da Ordem de Rio Branco, a Grã-Cruz, em abril do mesmo ano. Um ano antes, recebera do mesmo presidente a Grã-Cruz da Ordem do Mérito da Defesa.

### Ministério da Previdência Social
Em 29 de março de 2007 assumiu o Ministério da Previdência Social. Em 3 de junho de 2008 deixou o ministério para concorrer à prefeitura de São Bernardo do Campo. Em seu lugar assume, interinamente, o secretário-executivo do ministério, Carlos Eduardo Gabas. O escolhido para sucedê-lo foi o deputado federal pelo Ceará José Barroso Pimentel (PT).

### Prefeitura de São Bernardo do Campo
Em 26 de outubro de 2008 foi eleito prefeito de São Bernardo do Campo para o mandato de 2009 a 2012 obtendo em segundo turno, 58,19% dos votos válidos, superando em disputa acirrada, o deputado estadual Orlando Morando do (PSDB), que obteve 41,89%.
Durante as eleições municipais de 2008, teve apoio irrestrito e expressivo do então presidente Luiz Inácio Lula da Silva e de ministros do Governo Federal como Dilma Rousseff. No segundo turno, recebeu o apoio do antes candidato Alex Manente do Partido Popular Socialista, assim como do também ex-candidato Evandro de Lima do Partido Trabalhista do Brasil, consolidando a incorporação dos respectivos partidos políticos na base de campanha. Este fato complementou o apoio da Presidência da República. Consequentemente essa ampla base política, proporcionou a vitória da coligação "São Bernardo de Todos" que ao final, detinha 15 partidos e cujo mote de campanha, fora "Esta Mudança Inclui Você!".
Destaca-se ainda a participação do cantor popular e deputado federal Frank Aguiar do Partido Trabalhista Brasileiro (PTB), seu vice-prefeito, cujo trabalho na condução de grande parte da campanha nos bairros periféricos da cidade, em equipe, com o ex-prefeito Maurício Soares, proporcionou vantagem expressiva para com os adversários de campanha.
Presidiu o Consórcio Intermunicipal Grande ABC por três mandatos, em 2013, 2014 e 2016, bem como o Conselho de Desenvolvimento da Região Metropolitana de São Paulo entre maio e dezembro de 2016.

## Controvérsias

### Mídia
No dia 22 de junho de 2010, agentes da guarda municipal de São Bernardo do Campo prenderam por desacato à autoridade o comediante Danilo Gentilli do extinto programa Custe o Que Custar (CQC), da Band, no quadro "Proteste Já" — quadro que cobrava soluções para problemas denunciados pela população, oportunidade em que o apresentador alegou ter sido agredido. Ao ser questionado sobre essa agressão, o prefeito comentou questionando a veracidade das marcas da agressão, alegando ter sido autoinfligidas ao dizer: "conheço hematomas construídos", e fez comentários irônicos em relação ao caso.

### Denúncias

#### Museu do Trabalhador
A primeira denúncia foi apresentada em julho e apontava desvios e fraudes na fase de concepção do projeto. O Ministério Público Federal (MPF) em São Bernardo do Campo (SP) denunciou 22 pessoas envolvidas em fraudes nas licitações, desvios e superfaturamento de recursos destinados à fase preparatória da obra do Museu do Trabalho e do Trabalhador, apelidado pelos adversários de Marinho de "Museu do Lula". Entre os acusados estavam o ex-prefeito do município Luiz Marinho, o ex-secretário municipal de Planejamento e Obras Alfredo Buso, o ex-secretário de Obras Sérgio Suster, além de outros agentes públicos e empresários, que teriam obtido vantagens ilícitas por meio dos crimes de peculato e fraudes à licitação e na execução de contrato.
O Museu do Trabalhador deveria ter sido concluído em janeiro de 2013, a custo inicial de 18 milhões de reais. A obra, contudo, permanecia inacabada, após três prorrogações do contrato. O valor do convênio passava de 21 milhões de reais — dos quais 14,6 milhões caberiam ao Ministério da Cultura e 7 milhões ao município de São Bernardo do Campo, na forma de contrapartida. Entre as causas para o aumento do valor total do projeto estariam o superfaturamento de serviços de engenharia e arquitetura, o desvio de recursos mediante o pagamento em duplicidade pela realização de trabalhos, a modificação do projeto original com custo acima do teto legal e as prorrogações indevidas do contrato, diz o MPF. Luiz Marinho á época das denúncias disse que sua inocência seria provada no decorrer da ação penal.
Em entrevista à Rádio Jovem Pan numa série de entrevistas feita com os candidatos a governador, o ex-prefeito, então candidato ao governo do Estado de São Paulo pelo PT nas eleições de 2018, negou as denúncias questionadas pelo professor e historiador Marco Antônio Villa, embora tenha dito ter se arrependido de não ter "sacrificado o tesouro" para terminar Museu do Trabalhador.

### Absolvição no caso do Museu do Trabalhador
Em 17 de fevereiro de 2020, o Juiz federal substituto Leonardo Henrique Soares, da 3.ª Vara Federal de São Bernardo do Campo, inocentou Marinho e mais 15 réus, neste processo, por falta de provas, condenando, entretanto, dois empresários. Segundo reportagem do site "ABCdoABC", de 17 de fevereiro de 2020, "Os réus Antônio Célio Gomes de Andrade e Élvio José Marussi foram condenados por falsidade ideológica em razão da inserção de informações falsas no contrato social e demais alterações da sociedade empresária Construtora e Incorporadora CEI Ltda." Além de acatar a pugna da Procuradoria e absolver Marinho e o ex-secretário de cultura, Osvaldo de Oliveira, o magistrado federal afirmou em sua sentença que "não ficou comprovada a fraude à licitação" e acrescentou "O órgão acusatório não logrou demonstrar sequer que os empresários e os agentes públicos denunciados se comunicassem previamente e/ou no curso da licitação no sentido de articular a atividade criminosa, dentro ou fora dos respectivos ‘núcleos’, não havendo indício algum nos autos de que a vitria da I no certame tenha sido combinada também com as demais licitantes – BSM, SQUADRO, CELl e CONTRACTA, nem mesmo a SIMÉTRICA.”

## Entrevistas
Em 2000, concedeu uma entrevista ao Museu da Pessoa, na qual compartilhou um sonho grandioso, isto é, ver o Brasil prosperar e se tornar em país mais promissor. Um trecho notável dessa entrevista destaca seus ideais em relação a esse sonho de um Brasil melhor, como uma visão para superar os desafios enfrentados pelo país na época e alcançar esse objetivo ambicioso.
"Um grande sonho, acho que é um sonho de todos nós, que é ver nesse país dias melhores ou pelo menos promessas melhores para nossa juventude. Hoje uma grande preocupação é com a falta de esperança e de expectativa que nossa população vem sofrendo e sendo atacada constantemente. Nós temos um estado hoje paralelo na sociedade na base do narcotráfico e da corrupção. Meu grande sonho é ver a população vindo a participar da vida política e social do país para transformar isso, Ou nós derrotamos esse estado paralelo ou Brasil não terá futuro. Essa promessa do Brasil eu enxergo como possibilidade de se transformar em grande país, em uma grande economia, com muita distribuição de renda, mas para isso nós precisamos derrotar o estado paralelo."— Luiz Marinho Em entrevista ao Museu da Pessoa

## Prêmios
Entre os reconhecimentos públicos, coleciona o Prêmio Destaque do Ano de 1999, concedido pela revista Livre Mercado.
Também em 1999 foi apontado pela CNN-Time como uma das 50 lideranças latino-americanas para o novo milênio, em função da sua negociação com a Volkswagen que evitou a demissão de 10 mil trabalhadores.

## Desempenho eleitoral
| Ano  | Eleição                             | Cargo            | Partido | Coligação                                   | Vice                   | Votos     | %      | Resultado              |
| ---- | ----------------------------------- | ---------------- | ------- | ------------------------------------------- | ---------------------- | --------- | ------ | ---------------------- |
| 2008 | Municipais de São Bernardo do Campo | Prefeito         | PT      | "São Bernardo de Todos"                     | Frank Aguiar (PTB)     | 194.966   | 48,27% | Passou para o 2º turno |
| 2008 | Municipais de São Bernardo do Campo | Prefeito         | PT      | "São Bernardo de Todos"                     | Frank Aguiar (PTB)     | 237.617   | 58,19% | Eleito                 |
| 2012 | Municipais de São Bernardo do Campo | Prefeito         | PT      | "São Bernardo não pode parar"               | Frank Aguiar (PTB)     | 261.339   | 65,79% | Eleito no 1º turno     |
| 2018 | Estaduais de São Paulo              | Governador       | PT      | "São Paulo do Trabalho e de Oportunidades " | Ana Bock (PT)          | 2.561.948 | 12,66% | Não eleito             |
| 2020 | Municipais de São Bernardo do Campo | Prefeito         | PT      | "São Bernardo nas Mãos da Sua Gente"        | Ana Paula Lupino (PTB) | 90.803    | 23,34% | Não eleito             |
| 2022 | Estaduais de São Paulo              | Deputado Federal | PT      | Federação Brasil da Esperança(PT/PCdoB/PV)  | Nenhum                 | 156.202   | 0,66%  | Eleito                 |